# Cantonul Saint-Ciers-sur-Gironde
Cantonul Saint-Ciers-sur-Gironde este un canton din arondismentul Blaye, departamentul Gironde, regiunea Aquitania, Franța.

## Comune
- Anglade
- Braud-et-Saint-Louis
- Étauliers
- Eyrans
- Marcillac
- Pleine-Selve
- Reignac
- Saint-Aubin-de-Blaye
- Saint-Caprais-de-Blaye
- Saint-Ciers-sur-Gironde (reședință)
- Saint-Palais